# Lamasquère
Lamasquère település Franciaországban, Haute-Garonne megyében. Lakosainak száma 1655 fő (2022. január 1.). Lamasquère Saint-Lys, Muret, Saint-Clar-de-Rivière és Seysses községekkel határos.

## Népesség
A település népességének változása:
| Lakosok száma | 309  | 588  | 715  | 1108 | 1418 | 1427 | 1462 | 1510 | 1558 | 1655 |
|               | 1968 | 1982 | 1990 | 2006 | 2013 | 2015 | 2017 | 2019 | 2020 | 2022 |